# サーキュラーエコノミー

直線経済と循環経済の比較

サーキュラーエコノミー（circular economy）は、EUが2015年12月に政策パッケージを公表したことで世界的に広まった概念。和訳して「循環経済」とも呼ぶ。
製品、素材、資源の価値を可能な限り長く保全・維持し、廃棄物の発生を最小限化する経済システムを意味し、これまでの一方通行でモノを使う「直線経済」からの脱却を目指す。3Rや循環型社会と類するものの、シェアリング、リース、リユース、リペア、リファービッシュ、リサイクルのビジネスモデルに重点を置くなど、産業政策の側面も強い。持続可能で低炭素かつ資源効率的で競争力のある経済への転換に貢献するものとされる。

## 法的な定義
EUでの法律上の定義は必ずしも明確でなく、関連文書での必ずしも統一されていない文書から理解するしかなかったが、2020年の持続可能な投資における規則のなかで、次のように定義がされた。
「製品、素材、資源の価値を可能な限り長く保全・維持し、生産と消費における資源の効率的な利用を促進することによって資源利用に伴う環境影響を低減し、廃棄物の発生ならびに有害物質の環境中への放出を最小限にする経済システム。3R対策の優先順位を適用することを含む。」